# Troița, Mureș
Troița (în maghiară Szentháromság) este un sat în comuna Gălești din județul Mureș, Transilvania, România.

## Lăcașuri de cult
- Biserica „Sfinții Arhangheli”.

## Imagini

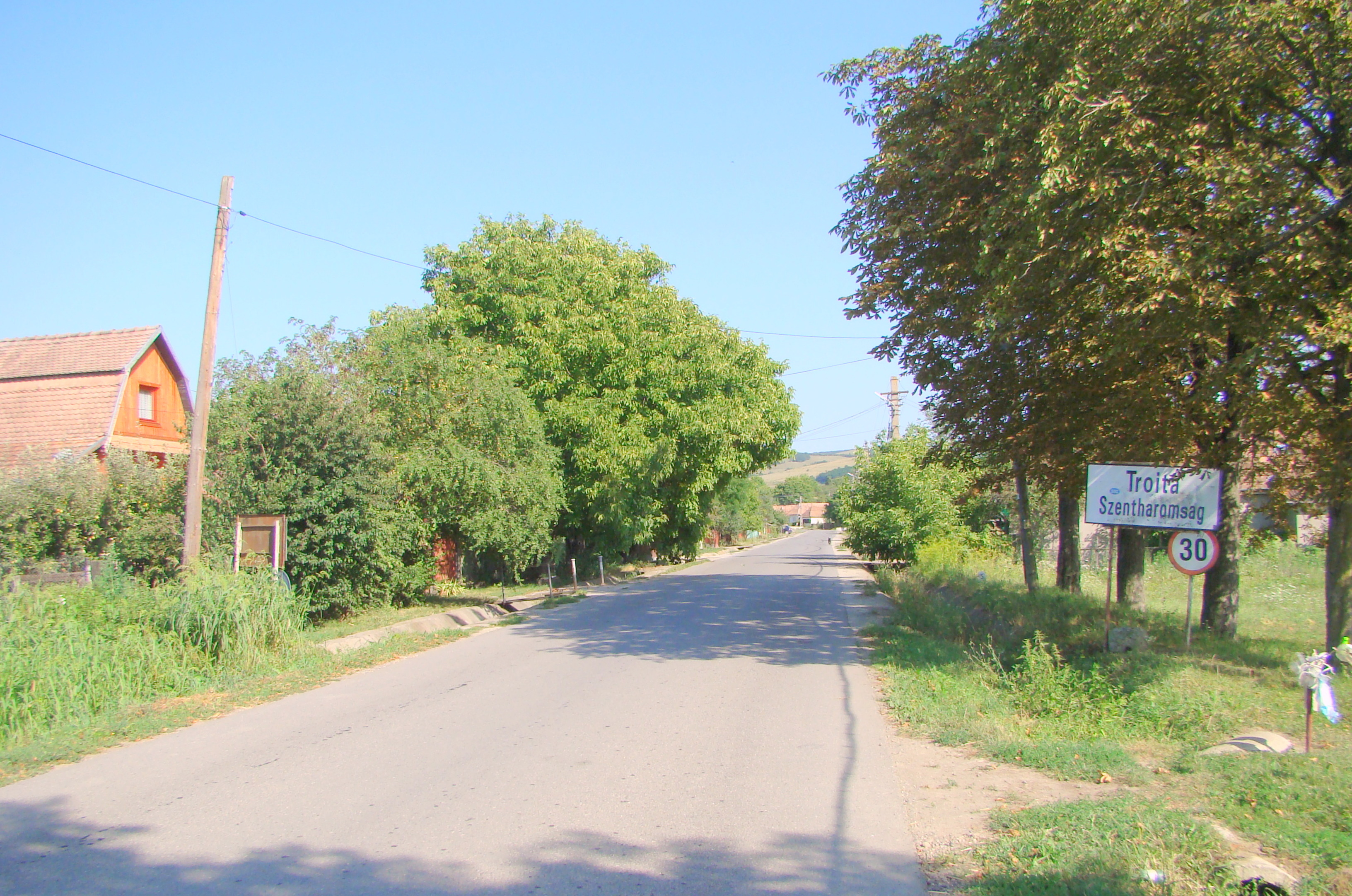
Intrarea în localitate
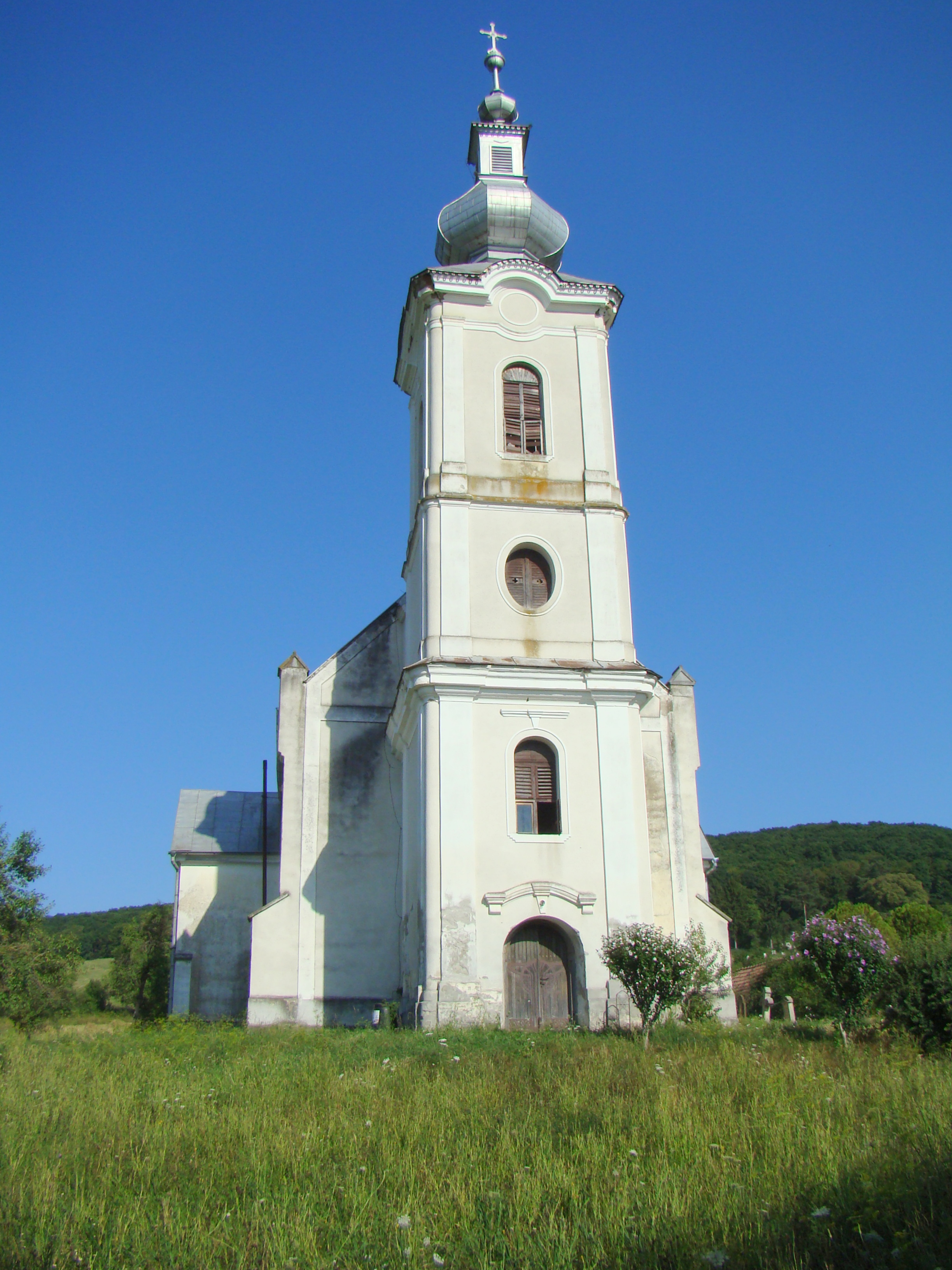
Biserica romano-catolică (monument istoric)
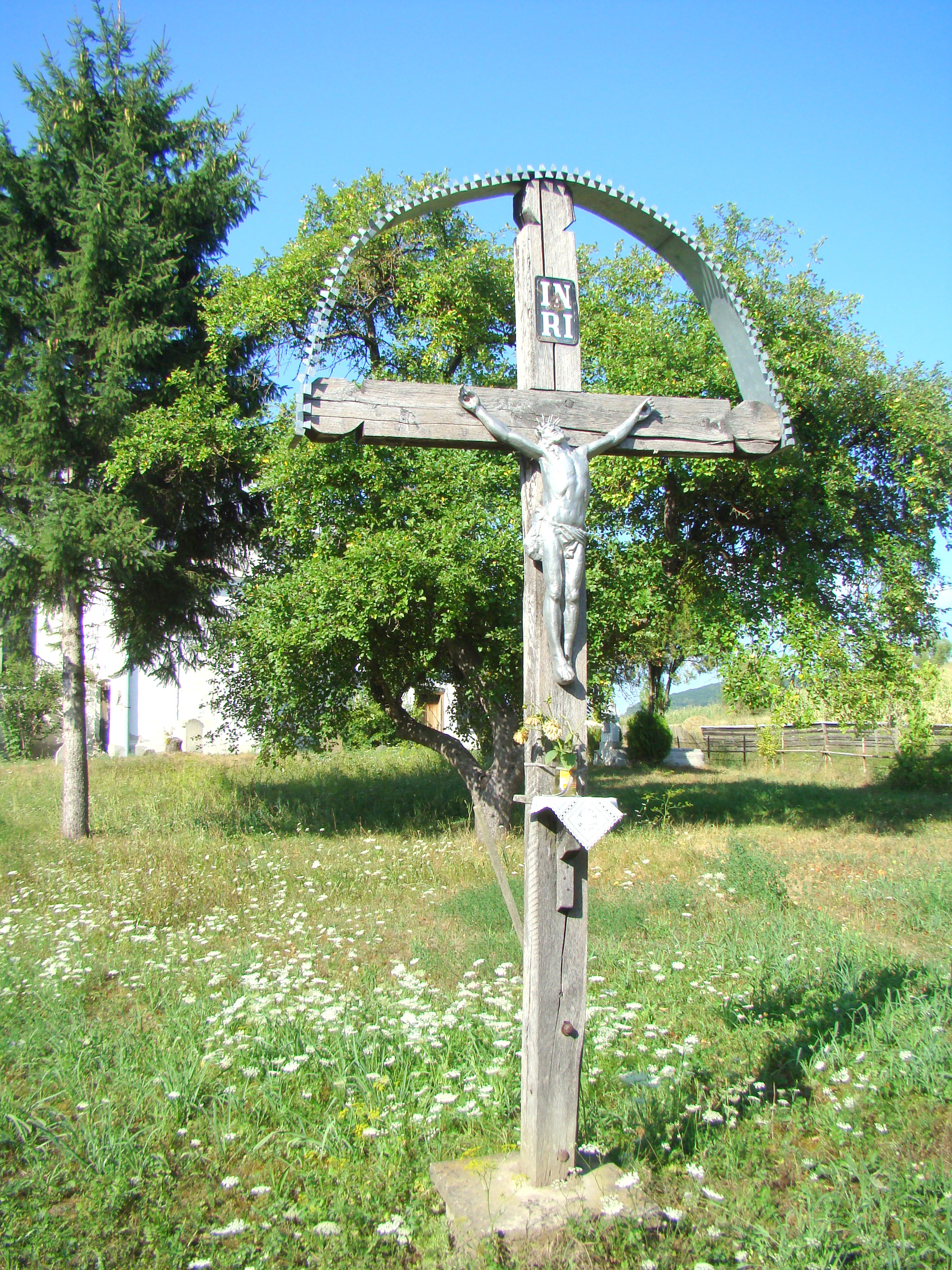
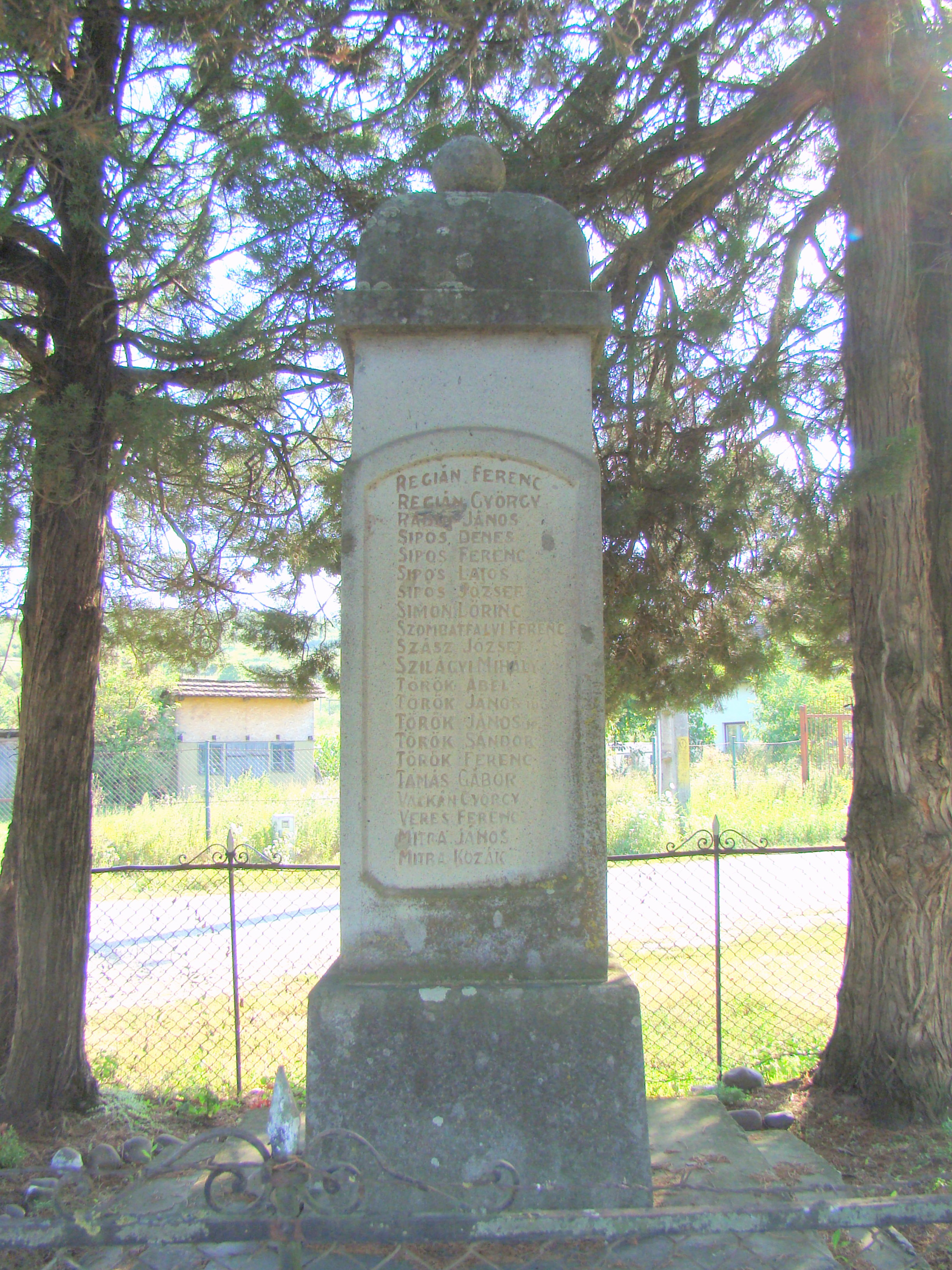
Monumentul eroilor
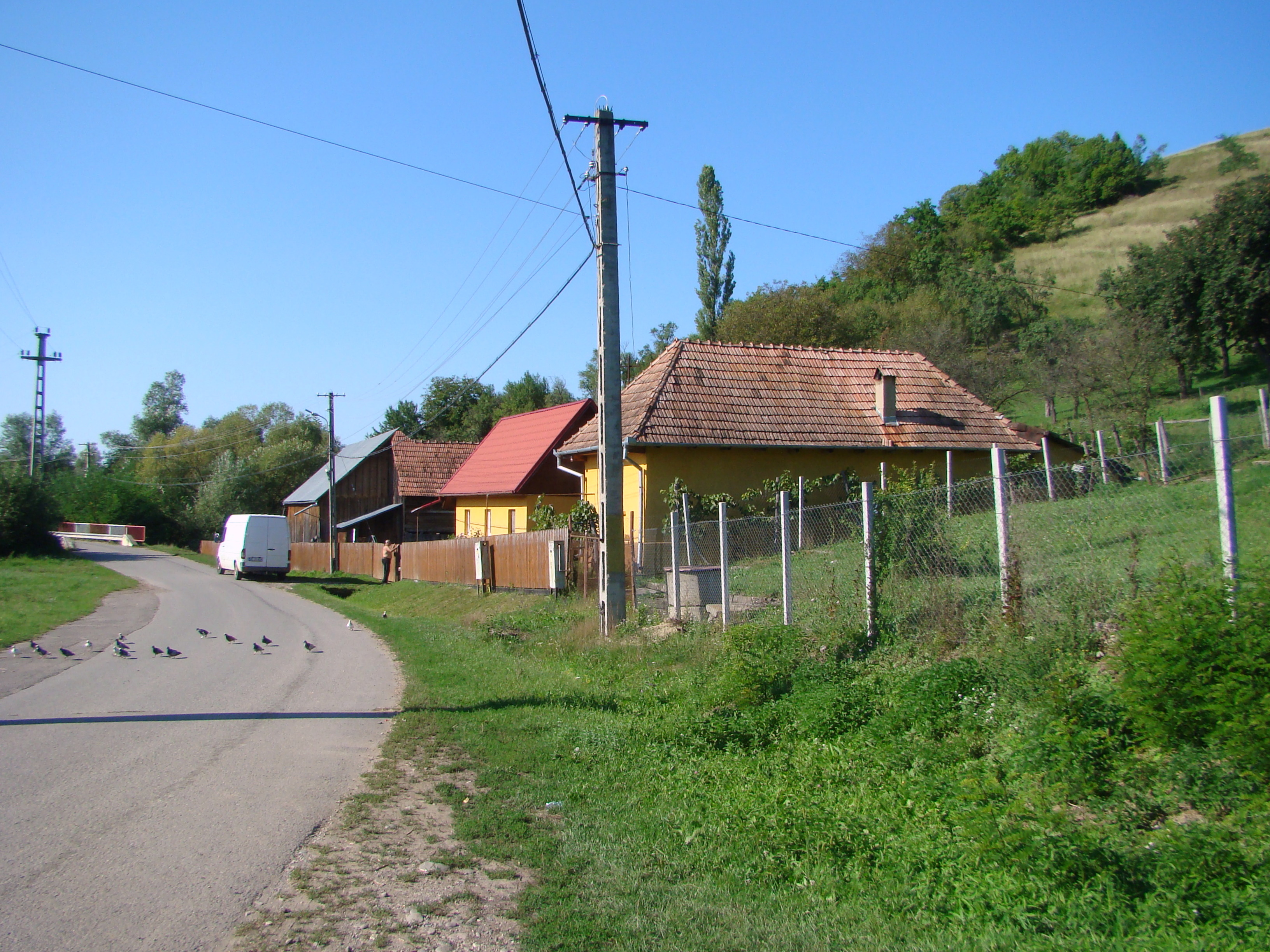
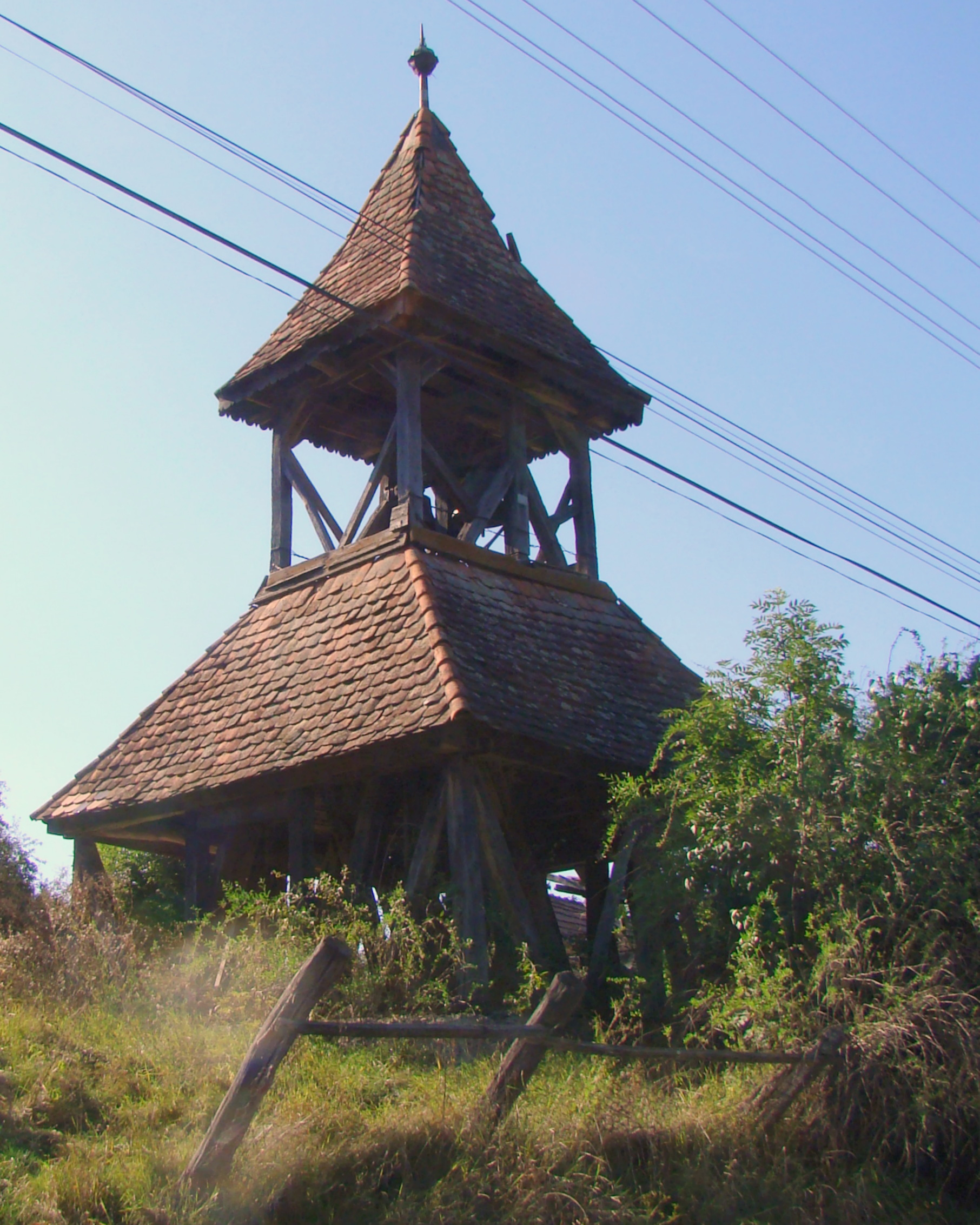
Clopotnița de lemn reformată
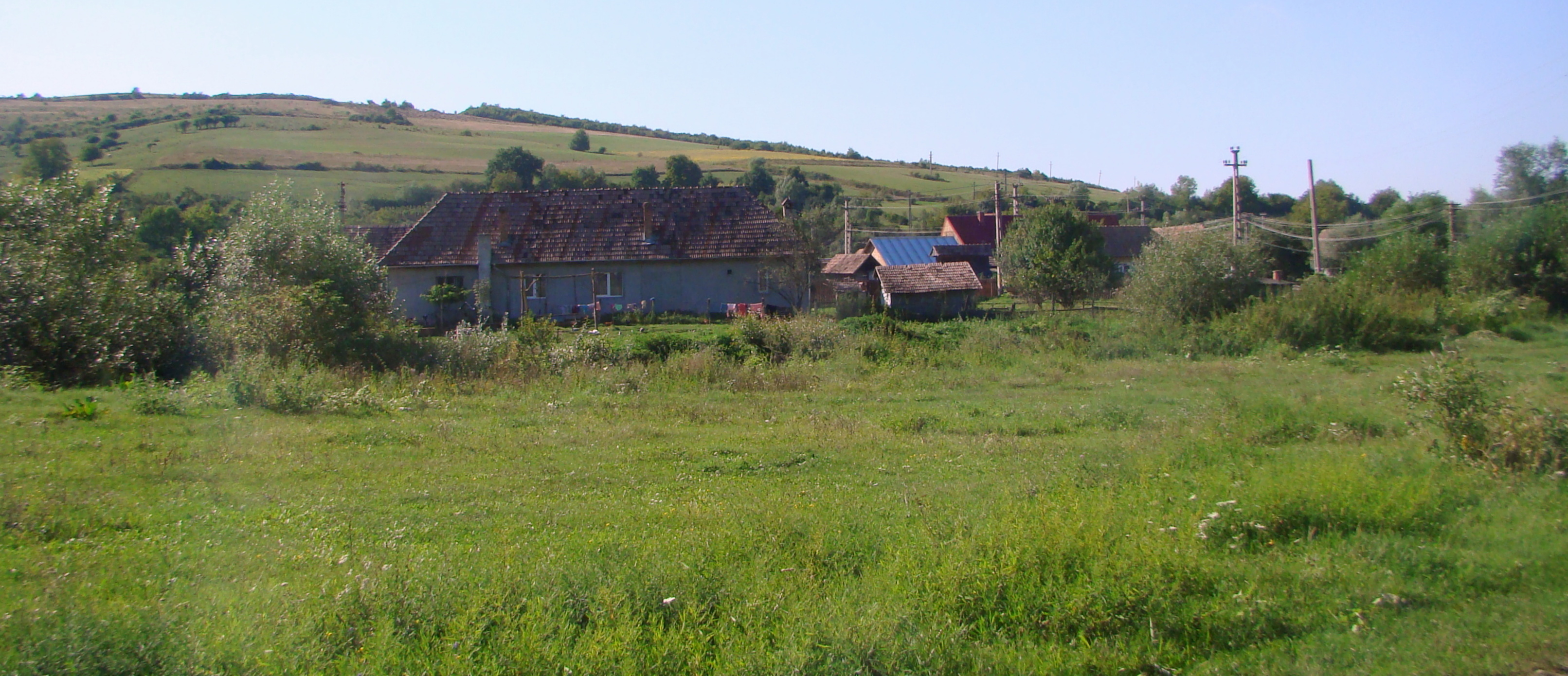